# ماسيمو تشينتشي
ماسيمو تشينتشي هو سياسي من سان مارينو، شغل منصب الحاكم مع أوسكار مينا للفترة 1 أبريل 2009 - 1 أكتوبر 2009.